# Birthorpe
Birthorpe är en by i civil parish Billingborough, i distriktet South Kesteven, i grevskapet Lincolnshire, i England. Byn är belägen 12 km från Sleaford. Birthorpe var en civil parish 1866–1931 när blev den en del av Billingborough. Civil parish hade 46 invånare år 1921. Byn nämndes i Domedagsboken (Domesday Book) år 1086, och kallades då Berchetorp.